# Puchar Świata w skeletonie 2006/2007
Puchar Świata w skeletonie 2006/2007 – 21. edycja tej imprezy. Cykl rozpoczął się w Calgary 27 listopada 2006 roku, a zakończył się 24 lutego 2007 roku w Königssee. Obrońcami Pucharu Świata wśród mężczyzn był Kanadyjczyk Jeff Pain, natomiast w rywalizacji kobiet reprezentantka Kanady, Mellisa Hollingsworth.

## Kalendarz Pucharu Świata
| Lp.                                    | Data                   | Miejscowość | Konkurencja | 1 miejsce            | 2 miejsce            | 3 miejsce            |
| -------------------------------------- | ---------------------- | ----------- | ----------- | -------------------- | -------------------- | -------------------- |
| 1. PŚ                                  | 27 - 30 listopada 2006 | Calgary     | Mężczyźni   | Jeff Pain            | Aleksandr Trietjakow | Jon Montgomery       |
| 1. PŚ                                  | 27 - 30 listopada 2006 | Calgary     | Kobiety     | Katie Uhlaender      | Maya Pedersen        | Noelle Pikus-Pace    |
| 2. PŚ                                  | 7 grudnia 2006         | Park City   | Mężczyźni   | Zach Lund            | Jeff Pain            | Aleksandr Trietjakow |
| 2. PŚ                                  | 7 grudnia 2006         | Park City   | Kobiety     | Katie Uhlaender      | Maya Pedersen        | Michelle Kelly       |
| 3. PŚ                                  | 15 grudnia 2006        | Lake Placid | Mężczyźni   | Zach Lund            | Caleb Smith          | Eric Bernotas        |
| 3. PŚ                                  | 15 grudnia 2006        | Lake Placid | Kobiety     | Katie Uhlaender      | Noelle Pikus-Pace    | Maya Pedersen        |
| 4. PŚ                                  | 10 stycznia 2007       | Nagano      | Mężczyźni   | Eric Bernotas        | Zach Lund            | Masaru Inada         |
| 4. PŚ                                  | 10 stycznia 2007       | Nagano      | Kobiety     | Katie Uhlaender      | Michelle Steele      | Courtney Yamada      |
| 5. PŚ                                  | 19 stycznia 2007       | Igls        | Mężczyźni   | Aleksandr Trietjakow | Daniel Mächler       | Gregor Stähli        |
| 5. PŚ                                  | 19 stycznia 2007       | Igls        | Kobiety     | Anja Huber           | Katie Uhlaender      | Michelle Kelly       |
| Mistrzostwa Świata 2007 – Sankt Moritz |                        |             |             |                      |                      |                      |
| 6. PŚ                                  | 9 lutego 2007          | Cesana      | Mężczyźni   | Zach Lund            | Eric Bernotas        | Mirsad Halilovic     |
| 6. PŚ                                  | 9 lutego 2007          | Cesana      | Kobiety     | Kerstin Jürgens      | Monique Riekewald    | Noelle Pikus-Pace    |
| 7. PŚ                                  | 16 lutego 2007         | Winterberg  | Mężczyźni   | Aleksandr Trietjakow | Mirsad Halilovic     | Martins Dukurs       |
| 7. PŚ                                  | 16 lutego 2007         | Winterberg  | Kobiety     | Katie Uhlaender      | Anja Huber           | Noelle Pikus-Pace    |
| Mistrzostwa Europy 2007 – Königssee    |                        |             |             |                      |                      |                      |
| 8. PŚ                                  | 24 lutego 2007         | Königssee   | Mężczyźni   | Zach Lund            | Aleksandr Trietjakow | Markus Penz          |
| 8. PŚ                                  | 24 lutego 2007         | Königssee   | Kobiety     | Anja Huber           | Michelle Kelly       | Noelle Pikus-Pace    |

## Klasyfikacje
| Lp. | Zawodnik             | Punkty |
| --- | -------------------- | ------ |
| 1.  | Zach Lund            | 653    |
| 2.  | Eric Bernotas        | 544    |
| 3.  | Aleksandr Trietjakow | 487    |
| 4.  | Markus Penz          | 424    |
| 5.  | Adam Pengilly        | 408    |
| 6.  | Jon Montgomery       | 338    |
| 7.  | Christopher Hedquist | 292    |
| 8.  | Jeff Pain            | 284    |
| 9.  | Tomass Dukurs        | 278    |
| 10. | Anthony Sawyer       | 271    |

| Lp. | Zawodnik          | Punkty |
| --- | ----------------- | ------ |
| 1.  | Katie Uhlaender   | 715    |
| 2.  | Noelle Pikus-Pace | 600    |
| 3.  | Michelle Kelly    | 389    |
| 4.  | Courtney Yamada   | 388    |
| 5.  | Maya Pedersen     | 380    |
| 6.  | Kerstin Jürgens   | 376    |
| 7.  | Amy Gough         | 361    |
| 8.  | Anja Huber        | 360    |
| 9.  | Carla Pavan       | 354    |
| 10. | Michelle Steele   | 350    |